# 佐波城山公園
佐波城山公園（さばしろやまこうえん）とは、広島県福山市佐波町城山にある公園。

## 概要
中世に作られた「佐波城」跡の一角に、1925年（大正14年）福山市における最初の浄水場である「佐波浄水場」が整備され、1989年（平成元年）から廃止となっていたが、旧浄水場施設が国の登録有形文化財に登録されたことを機に、2014年（平成26年）4月1日敷地を公園として整備された。
福山市中心部を流れる芦田川にかかる国道2号筋の神島橋すぐ南西方向にある佐波町にあり、JR福山駅から南西約2キロメートルに位置する。
福山市内における桜の名所の一つ。なお旧福山市内における園内に文化財がある歴史公園としてはここと福山城址公園（福山城)のみとなっている。

## 園内
諸元
- 敷地面積 : 約17,000m2（平地部分のみ約10,000m2）[1]
- 主な樹木 : ソメイヨシノ約80本[1]
- 付帯施設 : 照明7基、ベンチ、トイレ[1]
- 駐車場 : 13台分[1]
- 入場料 : 無料[1]
- 備考 : ゴミを持ち帰る必要がある[1]

文化財
2014年現在、国の登録有形文化財として登録されているものは以下の3つ。共に1925年浄水場竣工当時からある建築物であり、現在はフェンスで囲まれ中には入れない。
- 配水池
  - 敷地の東端に位置する。RC造と煉瓦造の混合でイギリス積と呼ばれる長短のレンガで処理されている。外周は、南北32メートル、東西29メートル。深さ3.8メートル。2つの貯水槽からなる。
  - 東西面の中央に出入口が設けられ、その上部に福山市初代市長である阿武信一が書いた「不舎晝夜」（ふしゃちゅうや・ちゅうやをおかず、"昼も夜も休みなく"の意）の石額が飾られている。
- 浄水井上屋
  - 浄水井は配水池の西側に位置する。その浄水井の管理棟にあたる浄水井上屋はそれの東側中央に建つ。石造と煉瓦造の混合で平屋建。南北3.0メートル、東西4.1メートル。高さ2.6メートル。
- 浄水場門
  - 敷地の東面北、つまり福山市中心部方向に位置する。石造と煉瓦造の混合。門柱高さ2.4メートル、門柱間隔2.8メートル。

## 歴史

### 佐波城
この地の字名である「城山」は、かつてこの公園の南側山頂付近に存在した山城「佐波城」（北緯34度28分50.1秒 東経133度20分39.1秒 / 北緯34.480583度 東経133.344194度）に由来する。
現在は芦田川下流域であるこの地一帯は、古来においては海でこの丘は半島であった。中世に入ると海岸線は南に移り、この地の南側に「長和庄」（草戸千軒町含む）ができる。南北朝時代になると長和庄の北端に位置し関門であったこの地に要害が作られた。これが佐波城である。
城としてどの時代まで用いられたかは不明である。城主として地元豪族の"佐波氏"のちその後裔と考えられている"名倉氏"が用いていたが、応仁年間に名倉氏は備後守護の山名是豊に従ったため没落した記録が残っている。
この公園付近に曲輪があったとされているが記録は残っていない。なお城跡へはこの公園からではなく明王院から入る。

### 佐波浄水場
福山における上水道の歴史は、福山城を築城した譜代大名水野勝成がその城下町を整備した際に「福山旧水道」を整備したことから始まる。この水道は明治以降も用いられたが老朽化が進行していた。1891年（明治24年）山陽鉄道福山駅開業に伴い福山は工業が発展し、1896年（明治29年）福山を拠点に歩兵第41連隊が発足すると、人口が増加していく中でより多くの量の上水が必要となり、また老朽化した旧水道では衛生上の問題から伝染病発生の原因となっていたことから、より清潔な近代水道布設に迫られていた。
まず1910年（明治43年）布設議案を福山町議会に提出するも国の予算の問題で、さらに1913年（大正2年）その修正案を提出するも予算の関係から議会を通らなかった。この段階で国の補助を得るためには市制施行後でなければならなかった。1916年（大正5年）7月1日、福山市へと市制施行。市の一大行事として上水道布設が決定した。1920年（大正9年）8月に市議会閣議決定、1921年（大正10年）3月に認可。
1922年（大正11年）6月着工、1925年（大正14年）9月に福山市最初の浄水場としてここ佐波浄水場が竣工した。総工費は当時のお金で171万円。沼隈郡熊野村字論田地内の論田川流域に熊野水源地（現熊野ダム）を造成し取水池として、沼隈郡佐波村字城山に濾過池や配水池などを設置し「佐波浄水場」とし、ここから市内に上水を供給していた。当初の浄水場諸元は以下のとおり。
- 給水量 - 平均150,000立方尺/日、最大225,000立方尺/日 （約4,174～6,260 m3/日）
- 濾過池 - 100尺×78尺×8.4尺×4個 （30.3m×23.6m×2.5m×4）
- 配水池 - 90尺×50尺×12.5尺×2個 （27.3m×15.1m×3.8m×2）

福山市の拡大に伴い、給水量を上げるため熊野貯水池だけでは足りなくなったため、浄水場東側の芦田川に井戸を掘り（草戸水源）、草戸ポンプ所を通して浄水場まで組み上げた。さらに戦後も北側の山手町付近の芦田川に井戸を掘り（本庄水源）、給水量を上げていった。
1956年（昭和31年）、市町村合併により福山市は県東部最大の都市となり備後都市圏の中心都市となった。そのため新しく浄水場が建設され、1959年（昭和34年）出原浄水場給水開始、1967年（昭和42年）中津原浄水場給水開始した。

### 公園へ
1977年（昭和52年）、老朽化を理由に佐波浄水場は廃止されることになり、1989年（平成元年）完全閉鎖した。
2013年（平成25年）、旧浄水場施設が国の登録有形文化財に登録される。これを受けて文化財保存を兼ねて敷地を公園として整備されることになり、2014年4月から公園として一般開放することになった。事業費約5,400万円。

## 交通
- バス
  - 「神島橋西詰」バス停下車、徒歩約5分
- 車
  - JR福山駅から約15分
  - 山陽自動車道・福山東インターチェンジから約25分
  - 山陽自動車道・福山西インターチェンジから約25分

## 参考資料
- “福山の水道のあゆみ”.   福山市上下水道局. 2014年4月13日閲覧。
- 中島工学博士記念事業会『日本水道史』（PDF）（原著1927年）、570-571頁。2014年4月13日閲覧。